# 中國香港草地滾球總會
中國香港草地滾球總會（英語：Lawn Bowls Association of Hong Kong, China）是專門管轄香港草地滾球事務的組織。該組織成立於1961年。現時，中國香港草地滾球總會是世界草地滾球總會的成員，旗下的主要比賽為四人超級聯賽、三人聯賽和不同的公開賽事。

## 資料來源
1. ↑  .   [2013-12-13]. （原始内容存档于2021-01-21）. （页面存档备份，存于）

- 草 地 滾 球 — — 老 中 青 潮 玩 []

## 外部連結
- 官方网站 （页面存档备份，存于）